# 买买提艾沙·阿衣伯尔迪
买买提艾沙·阿衣伯尔迪（1916年—1971年），男，柯尔克孜族，新疆阿克陶人，中华人民共和国政治人物。

## 生平
1945年参加新疆蒲犁革命，任民族军团长。中华人民共和国成立后，历任新疆省交通厅副厅长、喀什专署副专员、克孜勒苏柯尔克孜自治州州长、新疆省人民协商委员会副主席、新疆维吾尔自治区第一至三届政协副主席。1954年加入中国共产党。1954年，当选第一届全国人民代表大会代表。
1971年，买买提艾沙·阿衣伯尔迪逝世。